# Regina Margherita (cuirassé)
Le Regina Margherita était le navire de tête de la classe Regina Margherita de cuirassés pré-dreadnought construits pour la Regia Marina italienne entre 1898 et 1904. Il avait un navire-jumeau (sister-ship), le Benedetto Brin. Le Regina Margherita a participé à la guerre italo-turque de 1911-1912. Lorsque la Première Guerre mondiale éclate en 1914, le cuirassé est réduit à un navire-école (navire d'entraînement). Il a heurté deux mines navales dans la nuit du 11 au 12 décembre 1916 alors qu'il naviguait au large de Valone. Il a coulé avec de lourdes pertes en vies humaines : 675 hommes ont été tués, et seulement 270 ont survécu.

## Conception
Le Regina Margherita mesurait 130 mètres (430 pieds) de long à la ligne de flottaison et 138,65 m de long hors tout. Il avait une largeur de 23,84 m et un tirant d'eau de 8,81 m. Il déplaçait 13 215 tonnes longues (13 427 t) à charge normale et à pleine charge de combat, le Regina Margherita déplaçait 14 093 tonnes longues (14 319 t).Sa coque était équipée d'un double fond.
Le système de propulsion du navire était constitué de deux moteurs à vapeur à triple expansion, qui entraînaient une paire d'hélices. La vapeur pour les moteurs était fournie par vingt-huit chaudières Niclausse à tubes d'eau alimentées au charbon. Les chaudières étaient ventilées dans trois cheminées, dont deux étaient placées côte à côte. Les moteurs du navire avaient une puissance nominale de 21 790 chevaux-vapeur (16 250 kW). Il avait une vitesse maximale de 20 noeuds (37 km/h) et une autonomie d'environ 10 000 milles marins (19 000 km) à 10 nœuds (19 km/h).
A sa construction, il était armés d'une batterie principale de quatre canons de 12 pouces (305 mm) de calibre 40 placés dans deux tourelles jumelées, une à l'avant et une à l'arrière. Ils étaient également équipés d'une batterie secondaire de quatre canons de 8 pouces (203 mm) de calibre 40 placés dans des casemates dans la superstructure aux angles, deux à l'avant et deux à l'arrière. Les navires portaient une batterie tertiaire de douze canons de 6 pouces (152 mm) de calibre 40, également placés dans des casemates sur le côté de la coque. La défense à courte portée contre les torpilleurs était assurée par une batterie de vingt canons de 3 pouces (76 mm) de calibre 40. Les navires portaient également une paire de canons de 47 mm, deux canons de 37 mm et deux mitrailleuses Maxim de 10 mm. Il était également équipés de quatre tubes lance-torpilles de 17,7 pouces (450 mm) placés dans la coque sous la ligne de flottaison.
Il était protégé par de l'acier Harvey fabriqué à Terni. La ceinture principale avait une épaisseur de 6 pouces (152 mm) et le pont une épaisseur de 3,1 pouces (79 mm). La tour de commandement et les canons de la casemate étaient également protégés par un blindage de 6 pouces. Les canons de la batterie principale avaient une protection blindée plus forte, de 8 pouces (203 mm) d'épaisseur. Le charbon était largement utilisé dans le schéma de protection, y compris une couche destinée à protéger les internes des navires des dommages sous-marins.

## Service

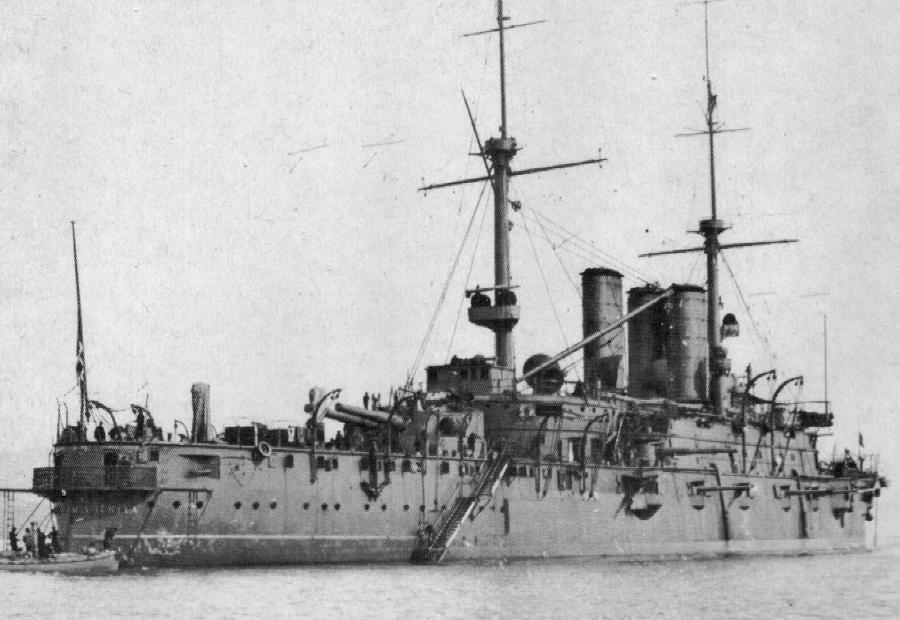
Le Regina Margherita vers 1908

La pose de la quille du Regina Margherita a été faite au chantier naval de La Spezia le 20 novembre 1898. Il a été lancé le 30 mai 1901 en présence du roi Victor Emmanuel III et achevé trois ans plus tard ; il a été mis en service dans la flotte italienne (Regia Marina) le 14 avril 1904. Les travaux ont progressé lentement sur le navire, en grande partie à cause de la non-livraison de matériel, en particulier le blindage lourd. En juillet, le navire a effectué ses essais de vitesse dans le golfe de Gênes.
Après son achèvement, il a été affecté à l'escadron de la Méditerranée. Les navires de l'escadron n'étaient généralement en service actif que pendant sept mois de l'année pour l'entraînement ; le reste de l'année, ils étaient placés en réserve. En 1907, l'escadron de la Méditerranée était composé du Regina Margherita, de son navire jumeau (sister ship) Benedetto Brin et de trois des cuirassés de la classe Regina Elena. Les navires ont participé aux manœuvres annuelles de fin septembre et de début octobre en tant que navire amiral du vice-amiral Alfonso di Brocchetti.

### Guerre italo-turque
Le 29 septembre 1911, le royaume d'Italie déclare la guerre à l'Empire ottoman afin de s'emparer de la Libye. Pendant la guerre italo-turque, le Regina Mergherita est affecté à la 1re division de la 2e escadre, avec son navire jumeau et les deux cuirassés de la classe Ammiraglio di Saint Bon. Il rejoint l'escadre le 5 octobre, une semaine après le début de la guerre. Le 13 avril 1912, le Regina Margherita et le reste de l'escadron quittent Tobrouk pour la mer Égée afin de rejoindre le 1er escadron. Les deux escadrons se sont rencontrés au large de l'ile grecque Astypalée le 17 avril. Le lendemain, la flotte se dirige vers le nord de la mer Égée et coupe plusieurs câbles sous-marins turcs.
La plupart des navires de la flotte italienne ont ensuite bombardé les forteresses protégeant les Dardanelles dans une tentative infructueuse d'attirer la flotte turque. Pendant ce temps, le Regina Margherita, le Benedetto Brin et deux torpilleurs sont détachés pour couper des câbles supplémentaires entre Rhodes et Marmaris. Le 18 mai, le Regina Margherita bombarde Marmaris. Alors qu'il débarquait des troupes sur l'île de Kárpathos dans la mer Égée, la chaîne de l'ancre du navire s'est accidentellement détachée et a tué l'officier exécutif du navire, le capitaine Proli ; cinq autres hommes ont été blessés dans l'accident. En juillet, le Regina Margherita et le reste de la division se sont retirés en Italie pour remplacer les canons usés et effectuer d'autres réparations. En 1912, le navire s'est vu ajouter quatre canons de 3 pouces, ce qui a fait passer sa batterie de 20 à 24 pièces.

### La Première Guerre mondiale
L'Italie a déclaré sa neutralité après le début de la Première Guerre mondiale en août 1914, mais en juillet 1915, la Triple-Entente avait convaincu les Italiens d'entrer en guerre contre les empires centraux. Le principal adversaire naval pendant toute la durée de la guerre est la marine austro-hongroise ; le chef d'état-major de la marine, l'amiral Paolo Thaon di Revel, planifie un blocus à distance avec la flotte de combat, tandis que des navires plus petits, comme les bateaux MAS, effectuent des raids. Les navires lourds de la flotte italienne seraient préservés en vue d'une éventuelle bataille majeure dans la flotte austro-hongroise qui sortirait de ses bases. À ce moment-là, le Regina Margherita était depuis longtemps obsolète et était réduit à un navire d'entraînement dans la 3e division, avec son navire jumeau.
Dans la nuit du 11 au 12 décembre 1916, alors qu'il quittait le port de Valone (Albanie) dans des conditions de mer difficiles, il a heurté deux mines posées par le sous-marin allemand (Unterseeboot) SM UC-14 et a explosé. Il y a eu 270 survivants et 675 hommes ont péri. La perte du navire n'a pas été annoncée avant janvier 1917. Le lieutenant général Oreste Bandini, commandant du corps expéditionnaire italien d'Albanie, se trouvait à bord du navire et faisait partie des personnes tuées dans le naufrage.

### Plus tard
Curieusement, dans la même partie de la mer, à quelques centaines de mètres de l'épave du Regina Margherita, se trouve l'épave du navire-hôpital Po, qui a été coulé par les bombardiers-torpilleurs britanniques le 14 mars 1941. L'affaire a provoqué une grande émotion à l'époque et a également eu un grand retentissement en raison de la présence à bord d'Edda Ciano (fille aînée de l'homme politique italien Benito Mussolini) en tant qu'infirmière de la Croix-Rouge.
En 1998, l'historien Andrea Bavecchi avait déjà signalé la zone où se trouvait probablement l'épave. À la suite de recherches documentaires et sous-marines menées par Cesare Balzi, formateur de l'IANTD, les restes de l'épave ont été localisés et identifiés en lisant le nom sur la poupe, le 30 juillet 2005, à 9 milles de la côte albanaise (Valone), entre l'île de Sazan et le Cap de Gjuhëz. Les restes de l'épave du cuirassé Regina Margherita reposent à une profondeur de 66 mètres.

## Source
- (en) Cet article est partiellement ou en totalité issu de l’article de Wikipédia en anglais intitulé « Italian battleship Regina Margherita » (voir la liste des auteurs).